# 廷臣论
廷臣论（義大利語： [il korteˈdʒaːno]）是巴尔达萨雷·卡斯蒂廖内所著的一本礼仪关系书籍，本书主要描述了一位理想的廷臣所应该拥有的品质，和作为值得与王子或政治领袖交好并为其提供建议的女性，所应该拥有的品德。本书主要通过哲学对话来描述论点。这本书在当时很快变得非常流行，并被认为是礼节类书籍或礼仪书籍的典范。书中涉及礼仪、自我展示和道德问题，特别是在王室或宫廷中。然而，廷臣论远不止于此，书中还有戏剧、开放式哲学讨论和各种随笔。它也被视为隐含的政治寓言。该书还为在意大利战争中消失的文艺复兴盛期的小宫廷，提供了一种令人怀念的怀旧回忆（主要向卡斯蒂廖内年轻时的朋友们致敬，尤其是对已婚的乌尔比诺公爵夫人伊丽莎白·冈萨加 (Elisabetta Gonzaga) 。卡斯蒂廖内曾向冈萨加写过一系列柏拉图十四行诗。廷臣论创作于1508年，历时20年，最终于1528年在作者去世前由威尼斯的阿尔代出版社出版。托马斯·霍比(Thomas Hoby) 所著的的英文译本于1561年出版。

## 中心思想
这本书被组织成一系列大约在1507年发生在乌尔比诺公国的朝臣之间的四个晚上的对话，当时卡斯蒂廖内本人是公爵宫廷的成员（尽管他没有被描绘成对话者)。一位理想的朝臣所具备的品质在许多性格的基础上根据各种品质进行辩论，例如需要高贵的等级、体力、谦虚和宜人的体格，以及其他属性。在整个讨论中，不同的角色赋予这些不同品质不同重要性。
理想的朝臣被描述为具有冷静的头脑，良好的话语（美丽，优雅和勇敢的话语）以及适当的举止和手势。但同时也要求朝臣有骑士精神，身体健壮，通晓人文、古典和美术。在四个晚上的过程过程中，宫廷成员试图描述宫廷里的完美绅士。在这个过程中，他们还辩论了贵族、幽默、女性和爱情的本质。

## 影响
廷臣论是16世纪发行最广泛的书籍之一。该书以六种语言在二十个欧洲国家出版。1561年托马斯·霍比(Thomas Hoby) 的英译版本对英国上层阶级的绅士品德产生了很大影响。在英译本首次出版后，该书影响了数代英格兰宫廷，尤其是在伊丽莎白时代的英格兰，当时意大利文化非常流行。

## 修辞
在卡斯蒂廖内描写的角色的众多品质中，演说家以及朝臣在说话时展示自己的方式是最受讨论的。学者韦恩·雷布霍恩 (Wayne Rebhorn) 指出，朝臣的言语和行为总体上是 “旨在让人们惊叹于他，将自己变成一个美丽的奇观，供他人思考。”正如卢多维科伯爵所解释的那样，一位朝臣的成功很大程度上取决于他给人们的第一印象。这在一定程度上解释了为什么书中认为一位朝臣的着装对他如此重要。
卡斯蒂廖内笔下的人物就他们的朝臣如何给人们留下深刻印象并赢得他们的认可发表意见。与古典罗马修辞家西塞罗和昆蒂利安类似，卡斯蒂廖内强调在言语中传递信息的重要性。在第一卷中，伯爵说，当朝臣说话时，他的声音必须 “铿锵、清晰、甜美、好听”，既不太柔弱也不太粗鲁，并且“以冷静的面孔和眼神来锻炼这将产生恩典的效果。”

## 注脚
1. ↑  Courtesy literature can be traced back to 13th century German and Italian writers. , , 2008  [2021-09-16], （原始内容存档于2015-05-16）.
2. ↑  See: W. R. Albury,Castiglione's Allegory: Veiled Policy in The Book of the Courtier (1528) (Routledge, 2014).
3. ↑  . Penn State University Press.   [2010-10-31]. （原始内容存档于2016-09-24）.
4. ↑  Lawrence Cunningham, John Reich; John J. Reich. . Thomson Wadsworth. 2006. ISBN 0-534-58227-3.
5. ↑  Bull, G. [trans.] (1967) Book of the Courtier: Baldesar Castiglione, Penguin books, Bungay [Suffolk, England], p.13.
6. ↑  Rebhorn, Wayne. . Rhetorica. 1992, 11 (3): 241–274. doi:10.1525/rh.1993.11.3.241.
7. ↑  Castiglione, Baldassare. . Mineola, New York: Dover Publications. 2003.
8. ↑  Saccone, Eduardo. . Italica. 1987, 64 (1): 1–18.